# Opel Kapitän/Admiral/Diplomat B
Die Modelle Kapitän, Admiral und Diplomat der Serie B, kurz auch als KAD B bezeichnet, wurden von März 1969 bis Juli 1977 gebaut. Sie sind nach Meinung mancher Autoren die letzten Oberklassemodelle der seinerzeit zum US-amerikanischen Automobilkonzern General Motors (GM) gehörenden Automobilmarke Opel, was die Adam Opel AG selbst anders sieht.
Die ausschließlich viertürigen Stufenhecklimousinen waren mit Reihen-Sechszylinder- oder V8-Ottomotoren mit einer Leistung von 95 bis 169 kW (129 bis 230 PS) erhältlich.

## Modellgeschichte

### Allgemeines
Wie bei der Vorgänger-Baureihe KAD A haben alle KAD-B-Modelle die gleiche Karosserieform. Das einfachste, schlicht ausgestattete Modell war bis Mai 1970 – wie bei der KAD-A-Reihe – der Kapitän. Der Admiral war die mittlere Version. Das Spitzenmodell Diplomat lieferte Opel auch mit dem V8-Motor der Konzernschwester Chevrolet.
Die neuen Wagen waren einige Zentimeter kürzer und schmaler als die der KAD-A-Reihe. Die Karosserie geriet glattflächig und wuchtig. Zwar fiel sie europäischer aus als noch bei der Vorgänger-Baureihe, doch nach wie vor waren die US-amerikanischen Einflüsse unübersehbar, die beim potentiellen Käuferkreis in Deutschland und Europa nicht den gewünschten Anklang fanden. Bei Kapitän und Admiral wurden die breiten Rechteckscheinwerfer im Kühlergrill beibehalten, während der Diplomat Scheinwerfer im Hochkantformat erhielt. Nach Art des Mercedes W 111 saßen die Blinker hinter deren annähernd quadratischen, gewölbten Streuscheiben und die Scheinwerfer in den etwas vorgezogenen Kotflügeln. Auch waren die Rückleuchten des Diplomat kleiner und schmaler als die der anderen beiden Modelle. Alle haben versenkte Scheibenwischer.
Der 2,8-Liter-Reihensechszylinder erfuhr durch Änderungen an Vergaser und Auspuffanlage eine geringfügige Leistungssteigerung. Neu waren auch hydraulische Stößel. Des Weiteren gab es nun wahlweise für diesen Motor eine zusammen mit Bosch entwickelte Einspritzanlage. Alle KAD-B-Modelle erhielten eine aufwendige und teure De-Dion-Hinterachse. Diese Konstruktion wog zwar rund 20 kg mehr als eine einfache Starrachse, doch die ungefederten Massen waren geringer. Dadurch sollte bei leicht ansprechender Federung eine gute Radführung gewährleistet sein. Auf Wunsch konnten alle drei Modelle mit einer pneumatischen Niveauregulierung ausgerüstet werden, womit die erlaubte Anhängelast auf 2000 kg (gebremst) stieg. Zur Sicherheitsausstattung gehörten außer Knautschzonen, der stabilen Fahrgastzelle und dem großzügig verkleideten Innenraum auch die Ausrüstung mit Sicherheitslenksäule sowie Zweikreisbremsanlage mit Scheibenbremsen vorn, Bremskraftverstärker und lastabhängigem Bremskraftbegrenzer.
Diese Baureihe war zudem eine der ersten in Deutschland, bei der wichtige Karosserieteile verzinkt wurden, was den Korrosionsschutz verbessern sollte.

### Kapitän B (1969–1970)
Die Nennleistung des aus den KAD-A-Modellen bekannten 2,8-Liter-Sechszylinder-Reihenmotors wurde in der Ausstattung mit einem Registervergaser um zwei auf 97 kW (132 PS) und in der Version mit zwei Registervergasern um vier auf 107 kW (145 PS) gesteigert.
Der vor allem innen sehr schlicht ausgestattete Kapitän wurde im Mai 1970 wieder eingestellt. Damit verschwand ein Name aus der Modellpalette, der seit 1938 verwendet wurde.

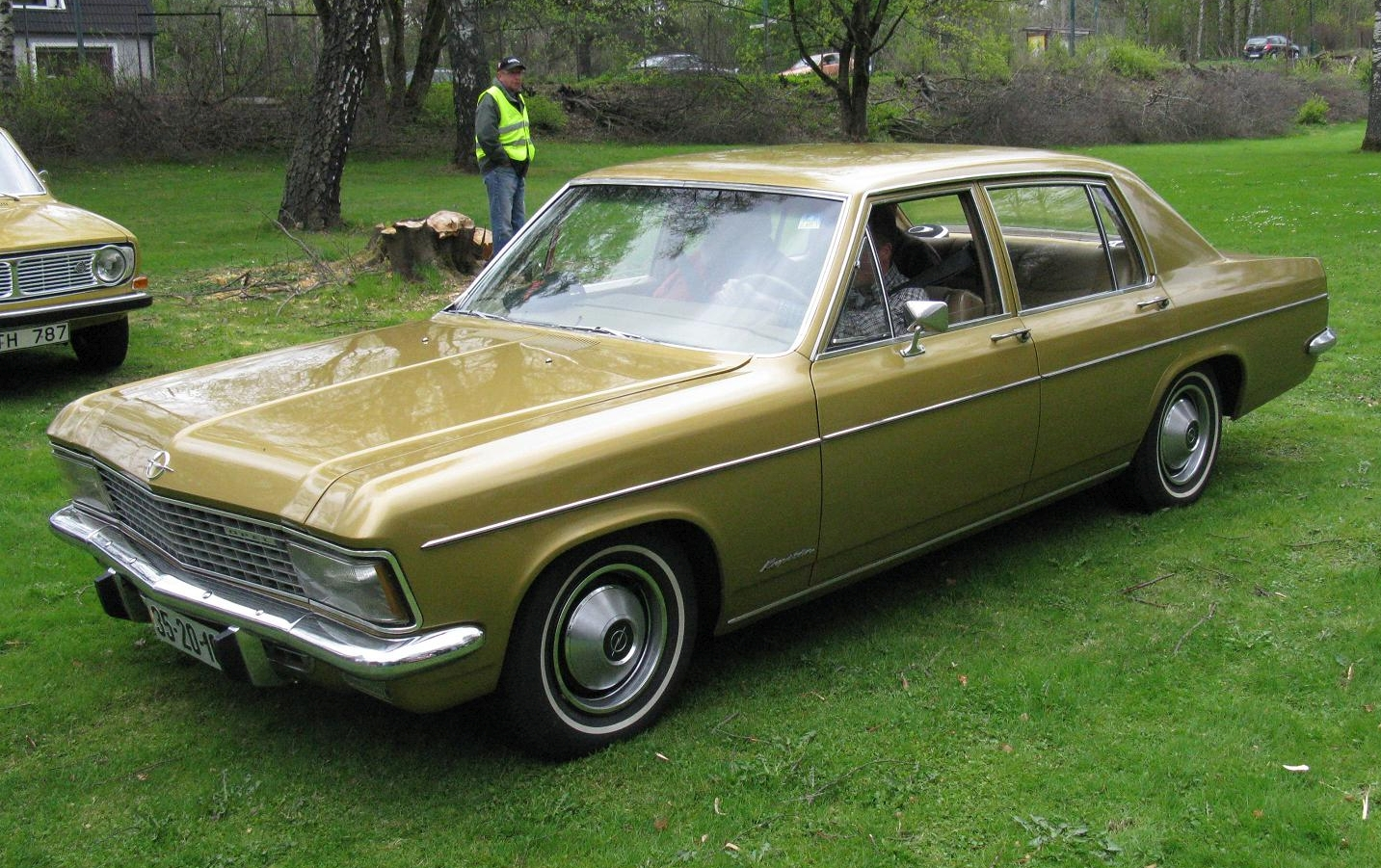
Opel Kapitän (1969–1970)
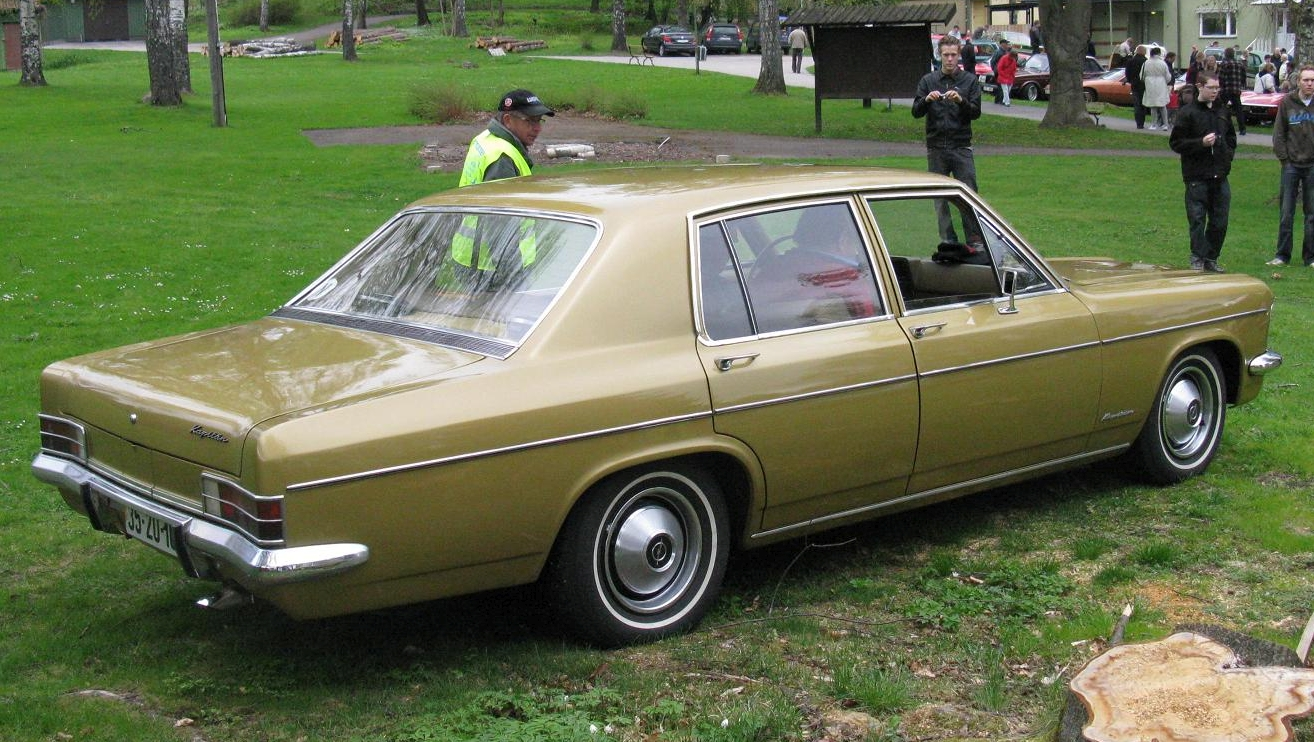
Heckansicht

### Admiral B (1969–1976)
Der Admiral B war wie der Vorgänger die mittlere Ausstattungslinie der KAD-B-Reihe. Auch ihn gab es nun mit der Saugrohreinspritzung D-Jetronic von Bosch, mit der er bei 2,8 Litern Hubraum 121 kW (165 PS) leistete.
Im September 1972 retuschierte Opel den Kühlergrill des Admiral mit waagerechten Rippen und Opel-Emblem. Im April 1976 wurde das Armaturenbrett überarbeitet (mit blendfreien Instrumenten, Vierspeichenlenkrad und geänderter Schalteranordnung).
Der Admiral blieb als 2.8 S, 2.8 H und 2.8 E mit Automatikgetriebe und Servolenkung bis April 1976 im Programm. Alle Versionen wurden danach in Diplomat umbenannt.
.

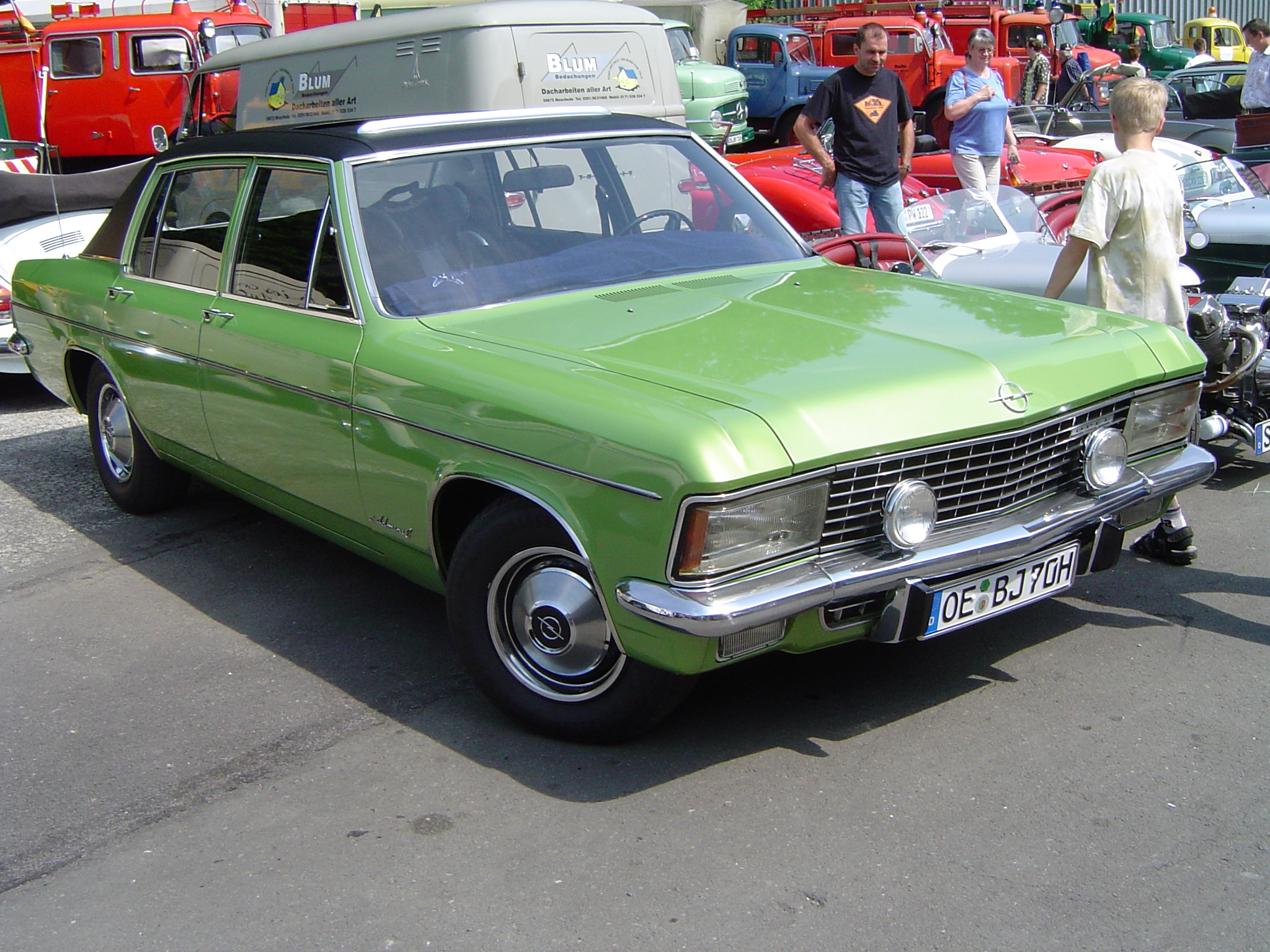
Opel Admiral (1969–1972)
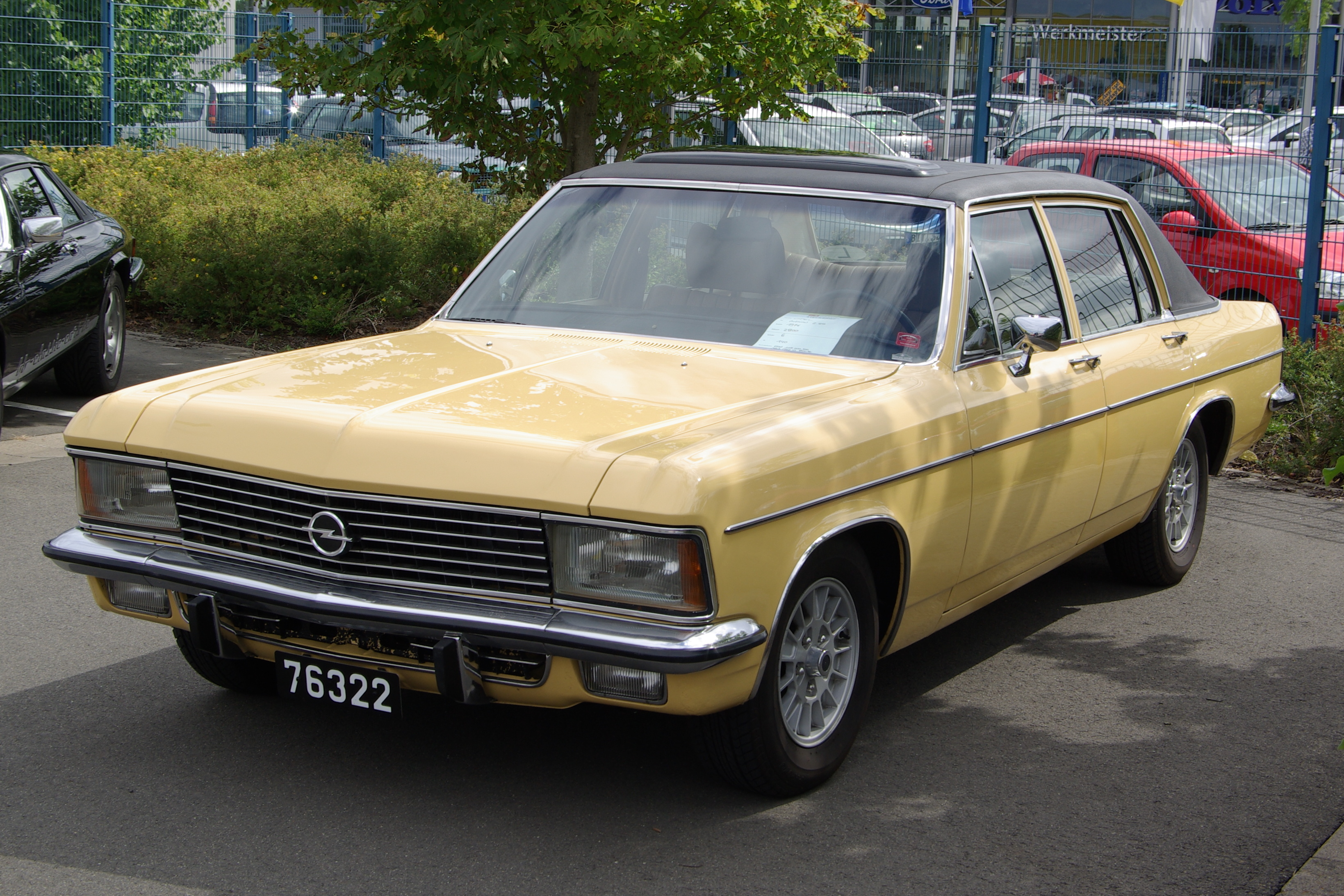
Opel Admiral (1972–1976)
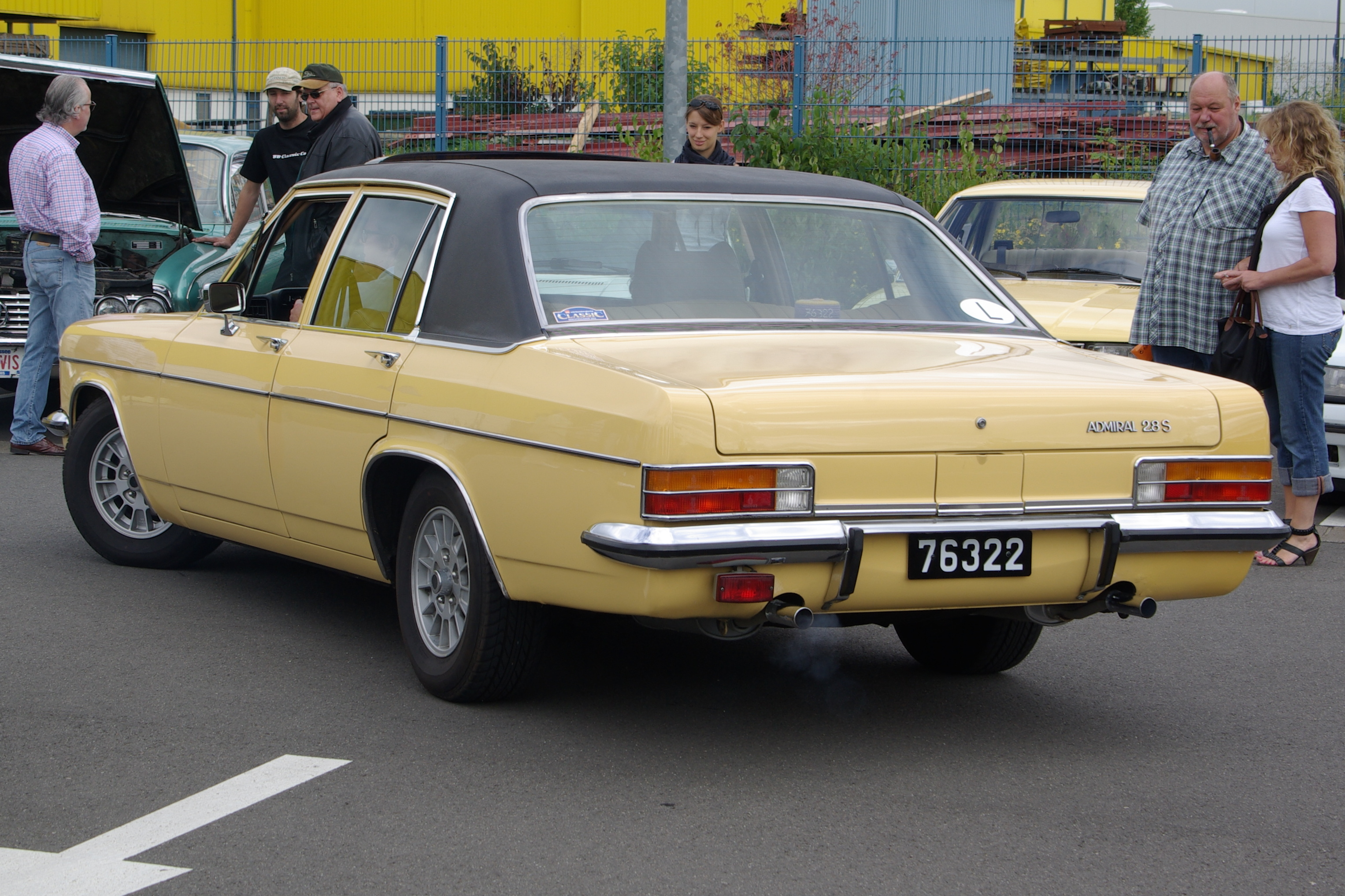
Heckansicht
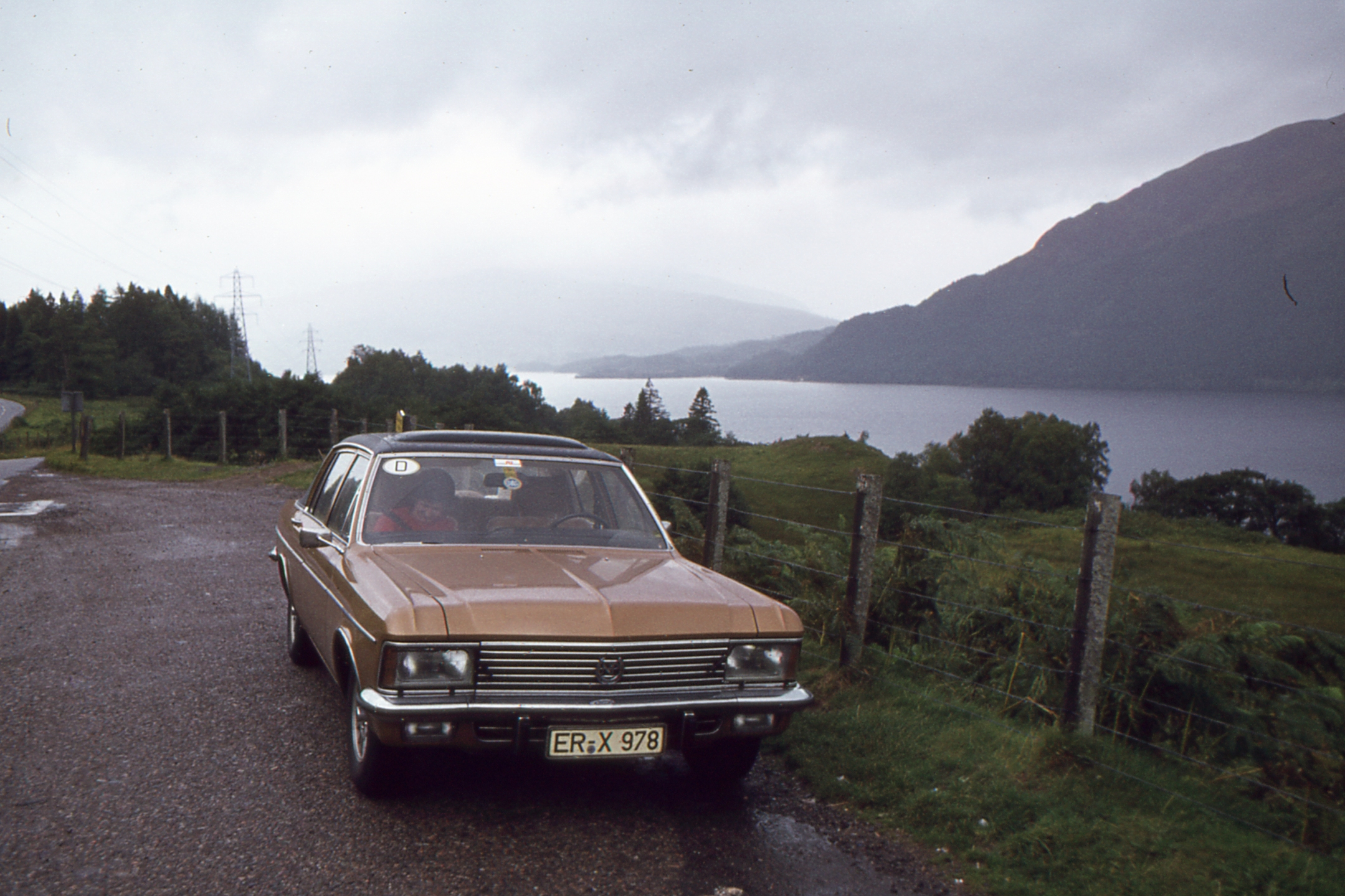
Opel Admiral (1972–1976)
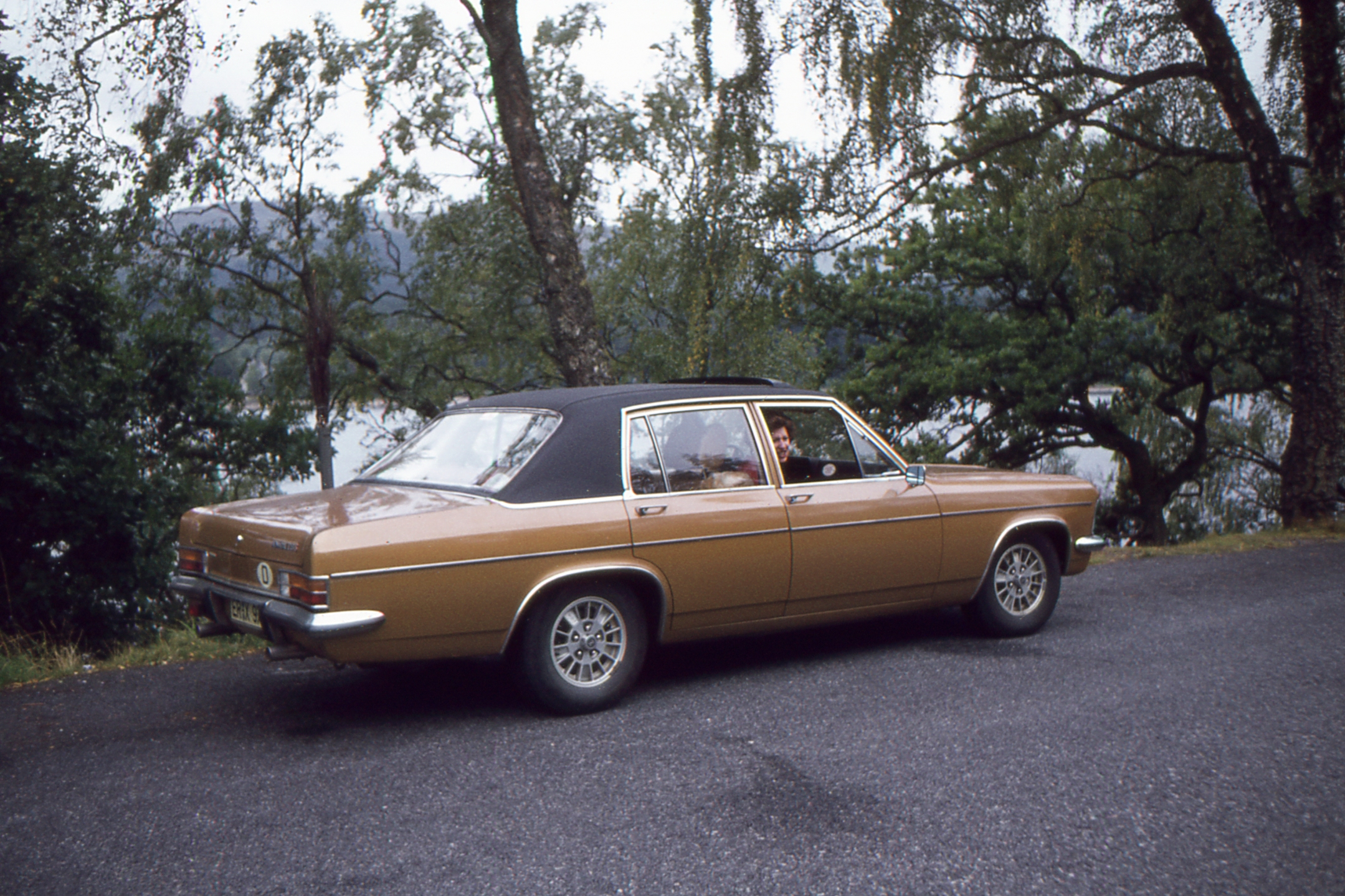
Opel Admiral (1972–1976)

### Diplomat B (1969–1977)
Der Diplomat wurde weiterhin mit dem 2,8-Liter-Reihensechszylindermotor mit Saugrohreinspritzung und einer Leistung von 118 bzw. 121 kW (160 bzw. 165 PS) sowie dem 5,4 Liter großen Chevrolet-Achtzylinder-V-Motor mit 169 kW (230 PS) angeboten, der gegenüber dem Vorgänger geringfügig verbessert wurde. Entsprechend den hohen erreichbaren Höchstgeschwindigkeiten wurden Versionen mit 2.8E- und V8-Motor mit vier innenbelüfteten Scheibenbremsen ausgerüstet.
Im April 1970 kostete der Diplomat V8 mit Dreigangautomatik 21.556 DM, was inflationsbereinigt in heutiger Währung einem Wert von 46.400 Euro entspricht. Der vergleichbare Mercedes 300 SEL 3.5 mit 147 kW (200 PS) und einer aufwendigen Luftfederung war mit 29.637 DM (heute: 63.800 Euro) über 35 Prozent teurer.
Zur serienmäßigen Ausstattung gehörten Automatikgetriebe sowie Servolenkung, als Zubehör wurden Klimaanlage, elektrisches Schiebedach, Lederinterieur und elektrische Fensterheber sowie von innen verstellbare Spiegel, H4-Halogenscheinwerfer und eine in die Windschutzscheibe integrierte elektronische Antenne (im Diplomat ab Sommer 1971 serienmäßig) angeboten.
Im September 1972 wurde dem Diplomat eine leichte Überarbeitung zuteil, bei der das Opel-Emblem in den Kühlergrill wanderte.
Ab Mitte 1973 war der Diplomat V8 auch als Langversion lieferbar. Anfang 1976 wurde er mit Leichtmetallrädern, Colorverglasung und Wisch-Wasch-Anlage für die Scheinwerfer aufgewertet.
Nachdem im April 1976 der Name Admiral für die 2.8H- und 2.8E-Versionen aufgegeben worden war, liefen diese als Diplomat, aber mit dem Äußeren des Admiral weiter.
Im Juli 1977 endete die Produktion des Diplomat B.

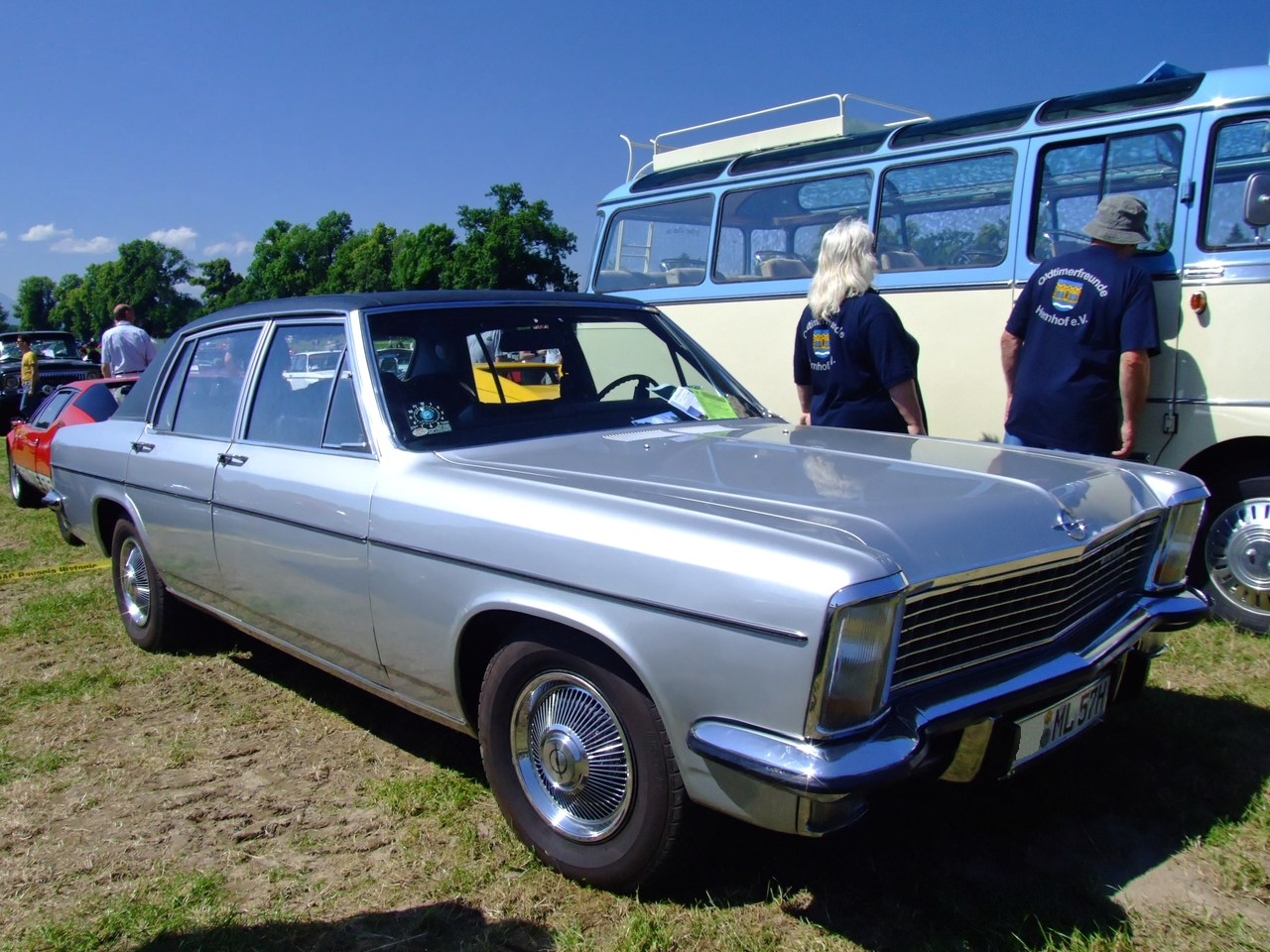
Opel Diplomat (1969–1972)
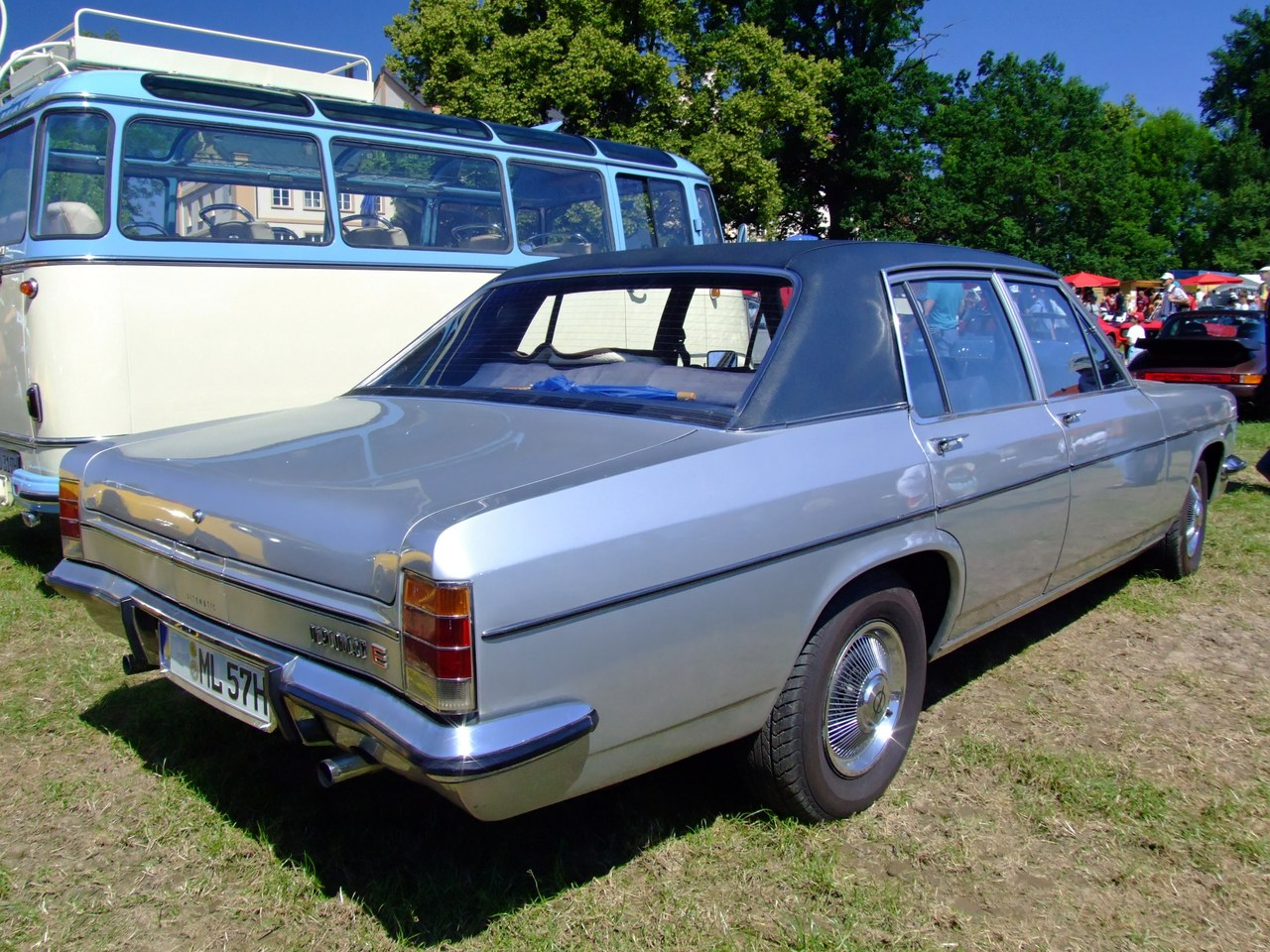
Heckansicht
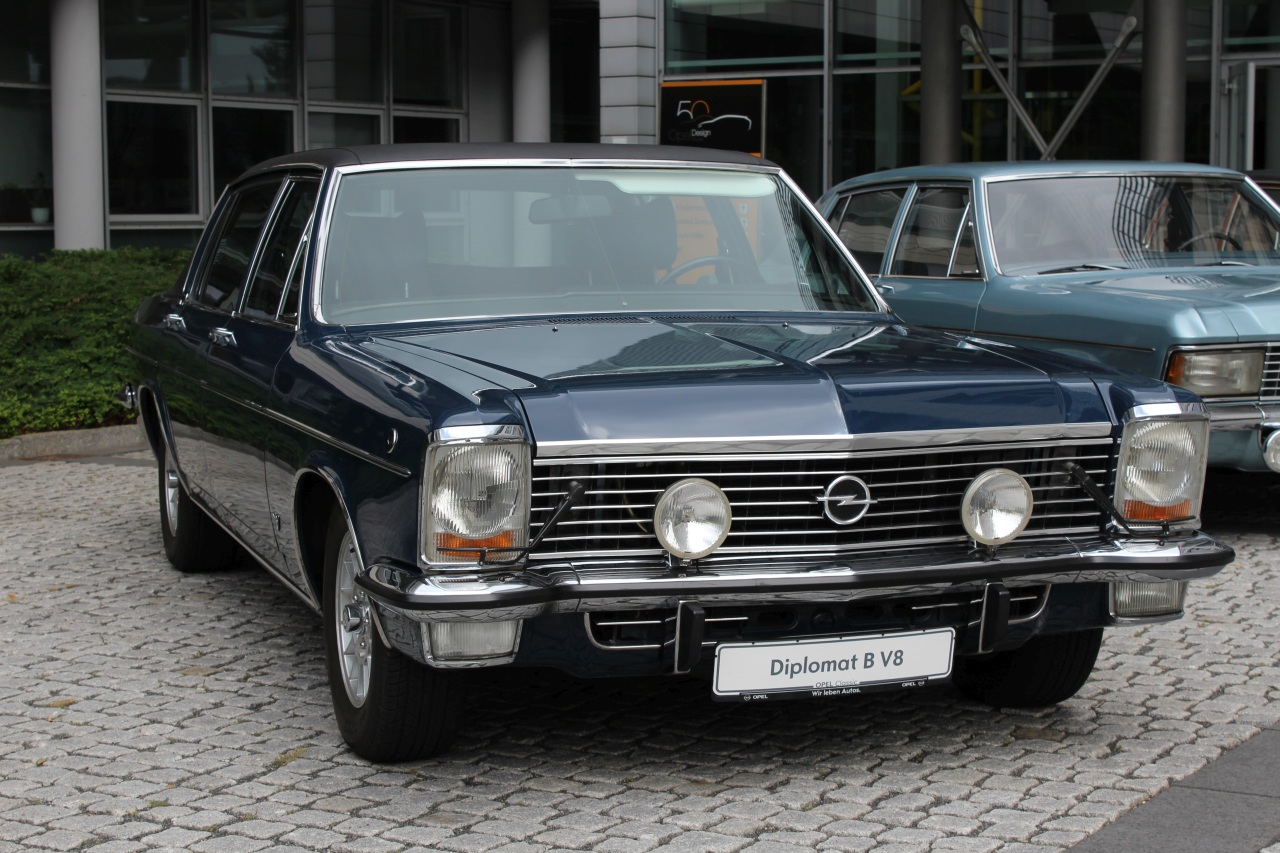
Opel Diplomat (1972–1977)
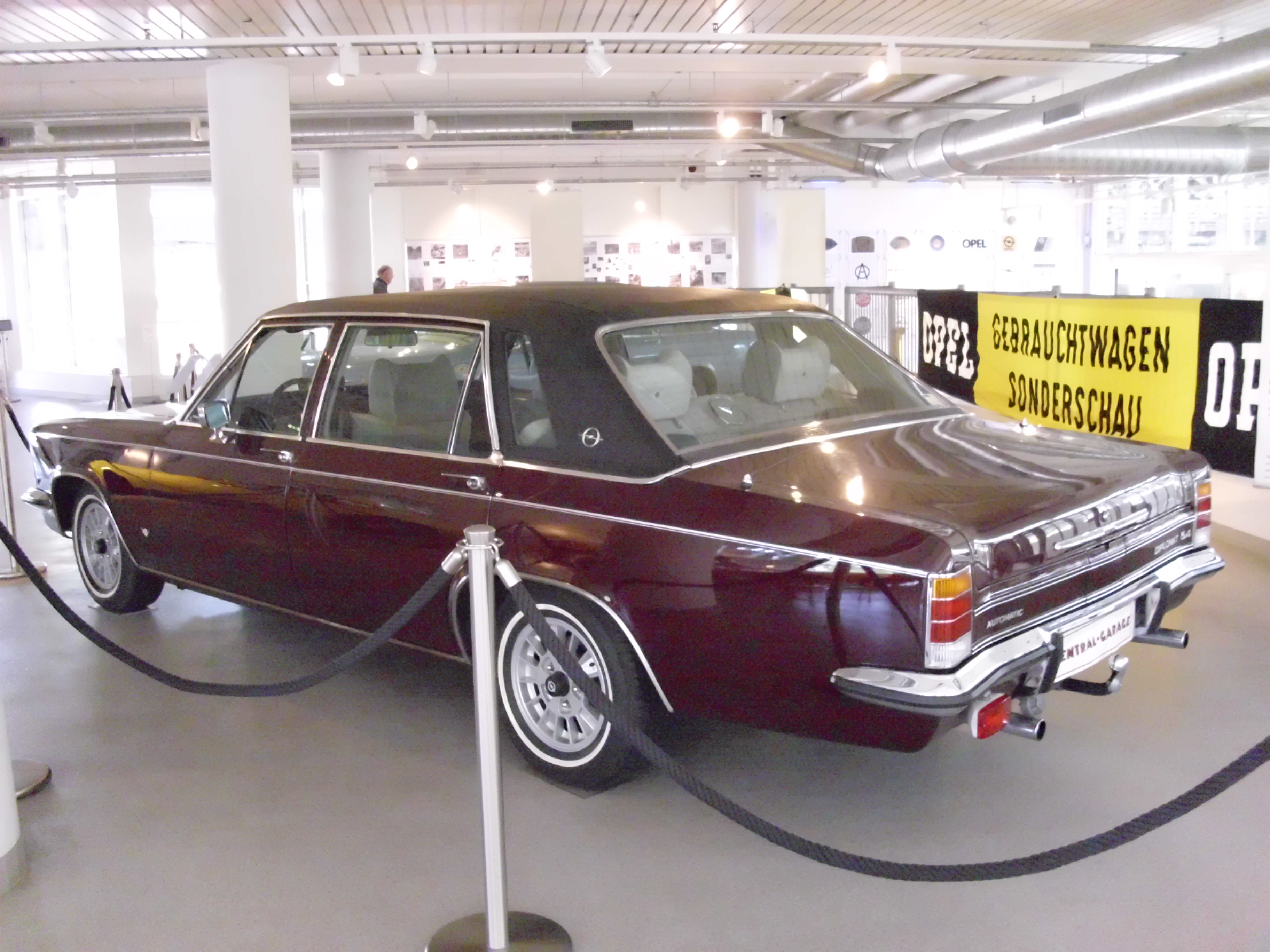
Opel Diplomat Langversion (1974)

## Ende einer Ära

Produktionsstatistik der Opel KAD-B-Reihe

Allgemein wurde der Diplomat B als technisch hochwertiges Fahrzeug von der Fachwelt anerkannt, dennoch sank ab Mitte der 1960er Jahre Opels Marktanteil in der Oberklasse zugunsten von Mercedes-Benz und BMW immer stärker, vor allem, nachdem Mercedes-Benz 1972 die neue S-Klasse (siehe Mercedes W 116) eingeführt hatte. Die erste Ölkrise von 1973 brachte einen weiteren deutlichen Einbruch, sodass die Produktion 1974 um 90 Prozent auf 1754 Exemplare gegenüber 17.777 im Jahre 1969 zurückging.
Die KAD-Baureihe wurde daher im Juli 1977 eingestellt. Einen direkten Nachfolger gab es nicht, ein schon angelaufenes Projekt wurde verworfen. Das ab April 1978 lieferbare Spitzenmodell Senator und dessen Coupé-Variante Monza sind deutlich kleiner und gehören damit nach Meinung mancher Autoren wie z. B. Bartels/Manthey der oberen Mittelklasse an, was sich jedoch nicht mit der Darstellung der Adam Opel AG deckt.
Einige Opel-Händler nutzten damals den günstigen Dollarkurs und vertrieben aus den USA importierte Chevrolet- und Cadillac-Limousinen, die ebenso wie Opel zu General Motors gehörten und identische Aggregate besaßen.

## Heutige Situation

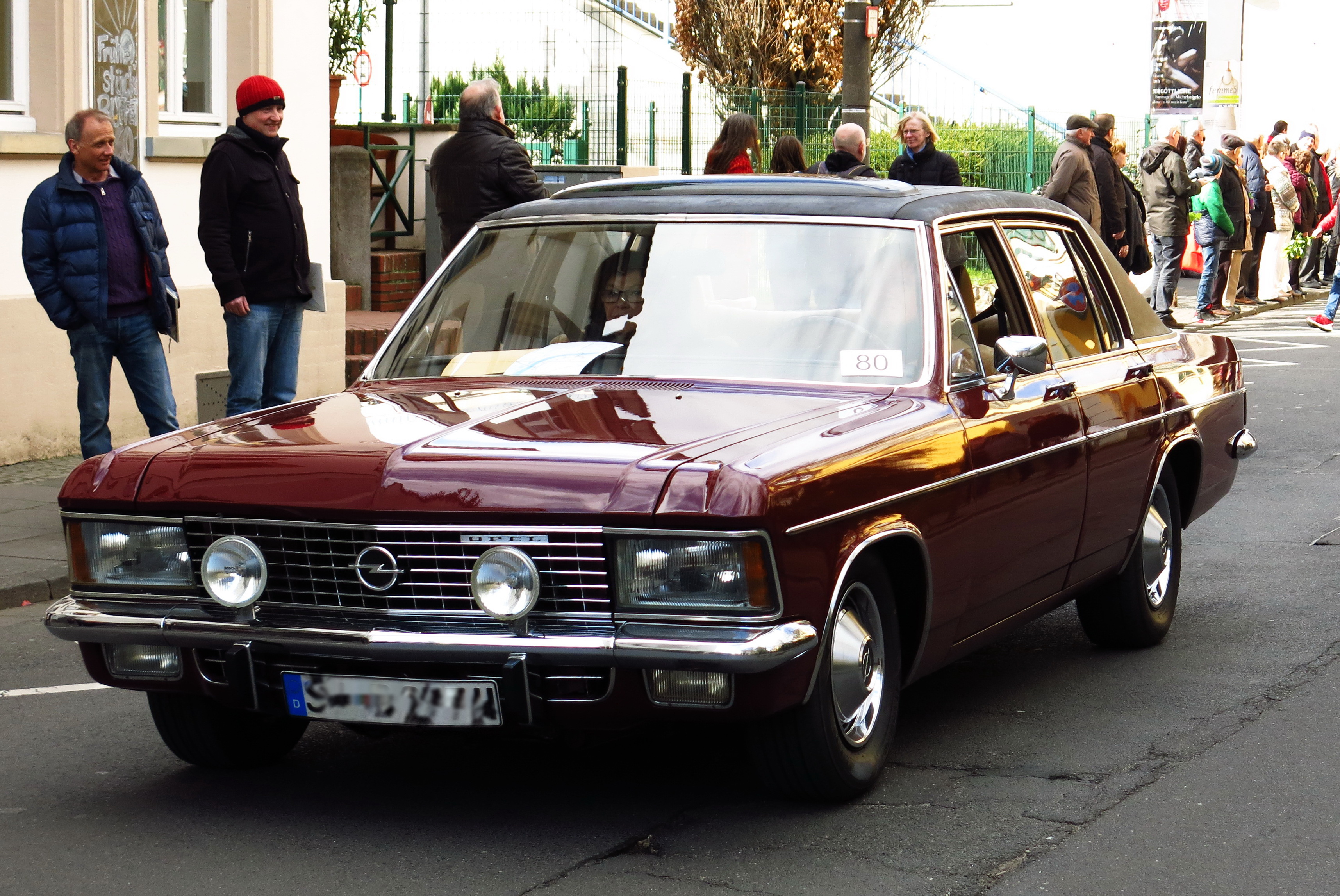
Opel Admiral bei dem Oldtimertreffen „Beueler Classics“ (2015)

Wegen der geringen Verkaufszahlen, der Weitergabe von Gebrauchtwagen in immer schlechter pflegende Dritthände und dem Zeitablauf von über 45 Jahren sind nunmehr KAD-Modelle extrem selten geworden. Gute, restaurierte und gepflegte Exemplare werden daher mittlerweile teils deutlich teurer gehandelt als Mercedes-Modelle. Auch die Ersatzteilesituation bei den großen Opel-Modellen ist vergleichsweise erheblich schwieriger, was den Unterhalt und eventuelle Reparaturen merklich verteuert. Vom einstigen Einsteigermodell Kapitän, von Anfang an der seltenste der „großen Drei“, sind nur noch wenige Fahrzeuge erhalten.
Der Bestand zugelassener Fahrzeuge am 1. Januar 2015 in Deutschland beträgt laut Kraftfahrtbundesamt:
- Admiral 2800 H: 228
- Diplomat V8: 341
- Admiral 2800 H: 111

## Technische Daten
| Opel Kapitän/Admiral/Diplomat B (1969–1977) | Opel Kapitän/Admiral/Diplomat B (1969–1977) | Opel Kapitän/Admiral/Diplomat B (1969–1977) | Opel Kapitän/Admiral/Diplomat B (1969–1977) | Opel Kapitän/Admiral/Diplomat B (1969–1977)                                                                                                 | Opel Kapitän/Admiral/Diplomat B (1969–1977)                                                                                                 |
| Opel KAD                                    | Kap/Adm 2800 S | Kap/Adm/Dipl 2800 H | Adm/Dipl 2800 E | Dipl V8 | Dipl V8 lang |
| ------------------------------------------- | --- | --- | --- | --- | --- |
| Motor                                       | 6-Zylinder-Viertakt-Reihenmotor (Opel CIH) | 6-Zylinder-Viertakt-Reihenmotor (Opel CIH) | 6-Zylinder-Viertakt-Reihenmotor (Opel CIH) | 8-Zylinder-Viertakt-V-Motor (Chevrolet 327)                                                                                                 | 8-Zylinder-Viertakt-V-Motor (Chevrolet 327)                                                                                                 |
| Hubraum                                     | 2784 cm³ | 2784 cm³ | 2784 cm³ | 5354 cm³ (327 Kubikzoll) | 5354 cm³ (327 Kubikzoll) |
| Bohrung × Hub                               | 92 × 69,8 mm | 92 × 69,8 mm | 92 × 69,8 mm | 101,6 × 82,6 mm | 101,6 × 82,6 mm |
| Leistung (PS) bei 1/min                     | 95–97 kW (129–132 PS) 5000–5200 | 103–107 kW (140–145 PS) 5200 | 118–121 kW (160–165) 5600 | 169 kW (230 PS) 4700 | 169 kW (230 PS) 4700 |
| Max. Drehmoment bei 1/min                   | 189 Nm 3500 | 222 Nm 3700 | 228 Nm 4350 | 427 Nm 3100 | 427 Nm 3100 |
| Verdichtung                                 | 9,5, später 9,0 : 1 | 9,5, später 9,0 : 1 | 9,5, später 9,0 : 1 | 10,0 : 1 | 10,0 : 1 |
| Gemischaufbereitung                         | Ein Registervergaser Zenith 35/40 INAT | Zwei Registervergaser Zenith 35/40 INAT | elektronische Saugrohreinspritzung Bosch D-Jetronic | Ein Doppel-Fallstrom-Registervergaser (Rochester Quadrajet)                                                                                 | Ein Doppel-Fallstrom-Registervergaser (Rochester Quadrajet)                                                                                 |
| Ventilsteuerung                             | Hängende Ventile, Hydrostößel und Kipphebel (obenliegende Nockenwelle, Duplexkette)                                                                             | Hängende Ventile, Hydrostößel und Kipphebel (obenliegende Nockenwelle, Duplexkette)                                                                             | Hängende Ventile, Hydrostößel und Kipphebel (obenliegende Nockenwelle, Duplexkette)                                                                             | Hängende Ventile, Stoßstangen und Kipphebel (zentral untenliegende Nockenwelle, Zahnkette)                                                  | Hängende Ventile, Stoßstangen und Kipphebel (zentral untenliegende Nockenwelle, Zahnkette)                                                  |
| Kühlung                                     | Wasserkühlung | Wasserkühlung | Wasserkühlung | Wasserkühlung | Wasserkühlung |
| Getriebe                                    | Vierganggetriebe, Lenkrad- oder Knüppelschaltung (a. W. Opel/GM-Dreigangautomatik). Die Version „Diplomat 2,8 E“ gab es auf Wunsch mit Fünfgang-Schaltgetriebe. | Vierganggetriebe, Lenkrad- oder Knüppelschaltung (a. W. Opel/GM-Dreigangautomatik). Die Version „Diplomat 2,8 E“ gab es auf Wunsch mit Fünfgang-Schaltgetriebe. | Vierganggetriebe, Lenkrad- oder Knüppelschaltung (a. W. Opel/GM-Dreigangautomatik). Die Version „Diplomat 2,8 E“ gab es auf Wunsch mit Fünfgang-Schaltgetriebe. | TH-400 Turbo-Hydramatic-Dreigangautomatik (GM)                                                                                              | TH-400 Turbo-Hydramatic-Dreigangautomatik (GM)                                                                                              |
| Radaufhängung vorn                          | Einzelradaufhängung an Doppelquerlenkern, Schraubenfedern Drehstab-Stabilisator                                                                                 | Einzelradaufhängung an Doppelquerlenkern, Schraubenfedern Drehstab-Stabilisator                                                                                 | Einzelradaufhängung an Doppelquerlenkern, Schraubenfedern Drehstab-Stabilisator                                                                                 | Einzelradaufhängung an Doppelquerlenkern, Schraubenfedern Drehstab-Stabilisator                                                             | Einzelradaufhängung an Doppelquerlenkern, Schraubenfedern Drehstab-Stabilisator                                                             |
| Radaufhängung hinten                        | starre De-Dion-Achse an zwei gezogenen Längslenkern unten und einem geschobenen Dreieckslenker oben, Schraubenfedern, Drehstab-Stabilisator                     | starre De-Dion-Achse an zwei gezogenen Längslenkern unten und einem geschobenen Dreieckslenker oben, Schraubenfedern, Drehstab-Stabilisator                     | starre De-Dion-Achse an zwei gezogenen Längslenkern unten und einem geschobenen Dreieckslenker oben, Schraubenfedern, Drehstab-Stabilisator                     | starre De-Dion-Achse an zwei gezogenen Längslenkern unten und einem geschobenen Dreieckslenker oben, Schraubenfedern, Drehstab-Stabilisator | starre De-Dion-Achse an zwei gezogenen Längslenkern unten und einem geschobenen Dreieckslenker oben, Schraubenfedern, Drehstab-Stabilisator |
| Karosserie                                  | Stahlblech, selbsttragend, Tank: 80 Liter | Stahlblech, selbsttragend, Tank: 80 Liter | Stahlblech, selbsttragend, Tank: 80 Liter | Stahlblech, selbsttragend, Tank: 80 Liter                                                                                                   | Stahlblech, selbsttragend, Tank: 80 Liter                                                                                                   |
| Spurweite vorn/hinten                       | 1505/1512 mm | 1505/1512 mm | 1505/1512 mm | 1505/1512 mm | 1505/1512 mm |
| Radstand                                    | 2845 mm | 2845 mm | 2845 mm | 2845 mm | 2995 mm |
| Länge                                       | 4907 mm | 4907 mm | 4907 mm | 4907 mm | 5070 mm |
| Leergewicht                                 | 1475–1690 kg | 1475–1690 kg | 1475–1690 kg | 1475–1690 kg | 1720 kg |
| Höchstgeschwindigkeit                       | 170–175 km/h | 177–185 km/h | 185–190 km/h | 202 km/h | 200 km/h |
| 0–100 km/h                                  | 12,5–13 s | 11,5–12,5 s | 11,5 s | 10 s | 10 s |
| Verbrauch (Liter/100 Kilometer)             | 15–16 Liter | 16–17 Liter | 17–18 Liter | 21,0 Liter | 21,0 Liter |

## Sonderversionen

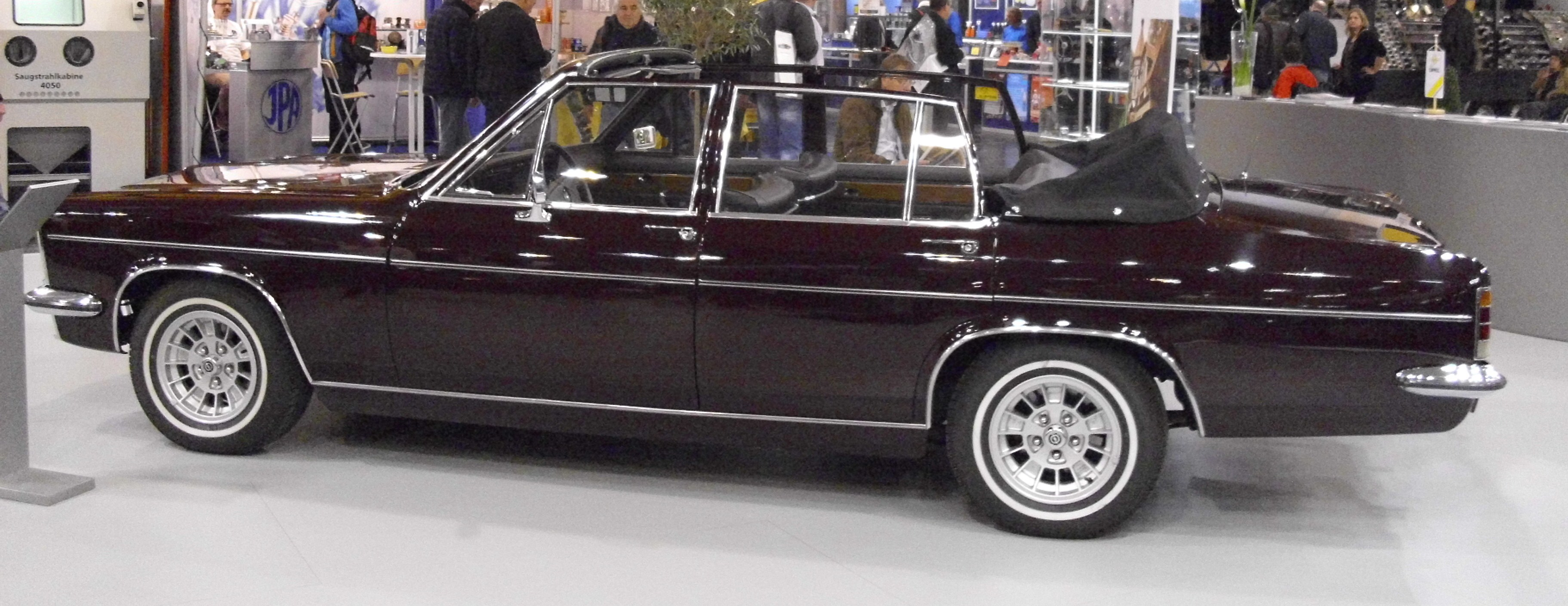
Diplomat als viertüriges Cabriolet von Carrozzeria Fissore

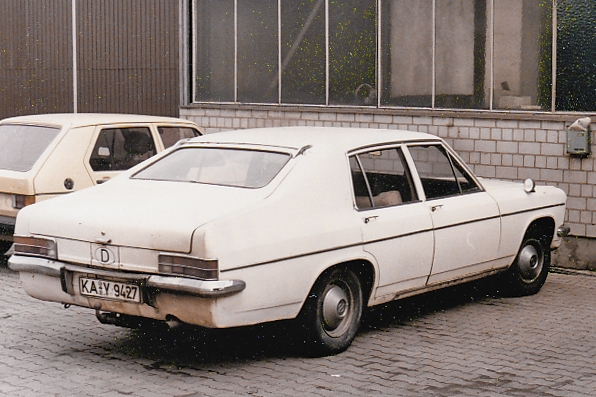
Admiral B mit Schrägheck und großer Heckklappe vom Karosseriebetrieb Vogt

### Besondere Karosserieversionen
Die KAD-Familie bietet noch einige Raritäten:
- 1971 ließ Opel zum VIP-Transport vier Diplomat-Cabriolets fertigen; die Umbauten erledigten die Unternehmen Carrozzeria Fissore und Karmann. Diese vier Cabrios sind alle noch gut erhalten und in privaten Besitz übergegangen.
- Für Übertragungsteams des ZDF verwandelte der Karosseriebetrieb Vogt in Bad Neuenahr einige Wagen in Fastback-Limousinen mit Schrägheck und großer Heckklappe, wodurch sich das Kofferraumvolumen auf 850 Liter und das zulässige Gesamtgewicht auf 2105 kg erhöhte.
- Zudem gab es von Vogt auch einige Kombi-Umbauten und Bestattungswagen auf KAD-Basis sowie einige Krankenwagen, deren Bodengruppen zunächst in Bad Neuenahr verlängert worden waren, bevor die Karosserieaufbauten bei Miesen in Bonn gefertigt wurden.
- Während der Werksteilnahme Opels im Rallyesport der 1970er Jahre gab es drei vom Werk bereitgestellte Admiral-Kombis. Sie sind unter anderem in Werbefilmen des „Opel-Euro-Händler-Teams“ zur Rallye-Europameisterschafts-Teilnahme Walter Röhrls als Mechaniker- und Reifentransportwagen in der Teamfarbgebung des Renn-Ascona-A zu sehen. Es ist nicht bekannt, ob es sich dabei um Werks- oder Vogt-Umbauten handelte.
- Eine Stretchlimousine mit sechs Türen blieb mangels Nachfrage ein Einzelstück.

### Besondere Aufbauten
Außer diesen speziellen Karosserieversionen wurden auf der Bodengruppe und mit der Antriebstechnik der KAD-Reihe einige eigenständige Fahrzeuge verwirklicht:

#### Diplomat CD 1969
Im Laufe des Jahres 1969 verwirklichte Opels Design-Team unter der Leitung von Charles „Chuck“ Jordan ein zweitüriges Fließheck-Coupé mit niedriger, lang gestreckter Frontpartie und einer großen Heckklappe aus Glas. Besonderes Merkmal dieses Coupés war eine hochklappbare Kanzel, die konventionelle Türen ersetzte: Eine Einheit aus Frontscheibe, Dachteilen und Seitenpartien war an Scharnieren befestigt und konnte aufgeklappt werden, um den Zugang zum Fahrgastraum freizugeben. Von diesem Coupé wurde innerhalb weniger Monate ein fahrbereiter Prototyp mit der Antriebstechnik und dem Fahrwerk des Diplomat V8 hergestellt. Das Coupé wurde auf der Internationalen Automobilausstellung 1969 in Frankfurt präsentiert und sorgte dort für Aufsehen. Es gilt als konzeptioneller Vorläufer des Bitter CD. Das Fahrzeug wurde noch viele Jahre nach seiner Ausstellung von Chuck Jordan für private Zwecke genutzt.

#### Frua Diplomat Coupé
Für die Internationale Automobil-Ausstellung 1969 in Frankfurt entwarf das italienische Designstudio Pietro Frua ein konventionell gezeichnetes Stufenheck-Coupé mit dem Fahrwerk und der Antriebstechnik eines Diplomat 2.8. Die Linie des Coupés erinnerte im Ganzen an den (ebenfalls von Frua gestalteten) Glas V8. Von diesem zwischenzeitlich eingestellten Modell unterschied sich Fruas neuer Entwurf in erster Linie durch eine schlichtere Frontpartie mit runden Doppelscheinwerfern. Die offensichtliche Ähnlichkeit beider Modelle wurde von der Presse wiederholt zum Anlass genommen, Fruas Opel-Entwurf als „Glasomat“ zu bezeichnen. Das Spezial Coupé wurde nur in einem Exemplar hergestellt. Der Wagen existiert noch; er steht zurzeit in Deutschland.

#### Frua Diplomat CD
Ein Jahr nach Chuck Jordans Aufsehen erregendem Diplomat Coupé stellte Pietro Frua im Auftrag Opels eine überarbeitete Version dieses Entwurfs her, die – anders als das Original – auf Serientauglichkeit ausgerichtet war. Technische Basis war der Diplomat V8. Frua übernahm das grundsätzliche Layout, veränderte aber zahlreiche Details wie etwa die Gürtellinie und die Heckpartie, die zusätzliche seitliche Fenster erhielt. Vor allem aber entfiel die aufwendige Kanzel, die durch konventionelle Türen ersetzt wurde. Das silberfarben lackierte Fahrzeug wurde auf dem Pariser Auto-Salon 1970 der Öffentlichkeit präsentiert.
Frua stellte zwei Exemplare dieses Modells her; beide Fahrzeuge existieren noch.

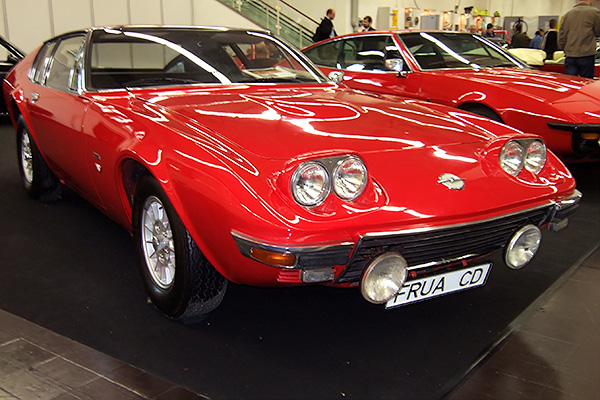
Frua Diplomat CD

### Modelle anderer Hersteller auf der Basis der KAD-Reihe

#### Intermeccanica Indra
Ab Frühjahr 1971 wurden in Italien auf Basis des Diplomat V8 insgesamt 125 Exemplare des Intermeccanica Indra als Coupé mit Stufen- oder Fließheckkarosserie sowie als Cabriolet hergestellt. Eine Handvoll später Indra-Coupés erhielt kurz vor Produktionsende Anfang 1975 Antriebstechnik von Ford.

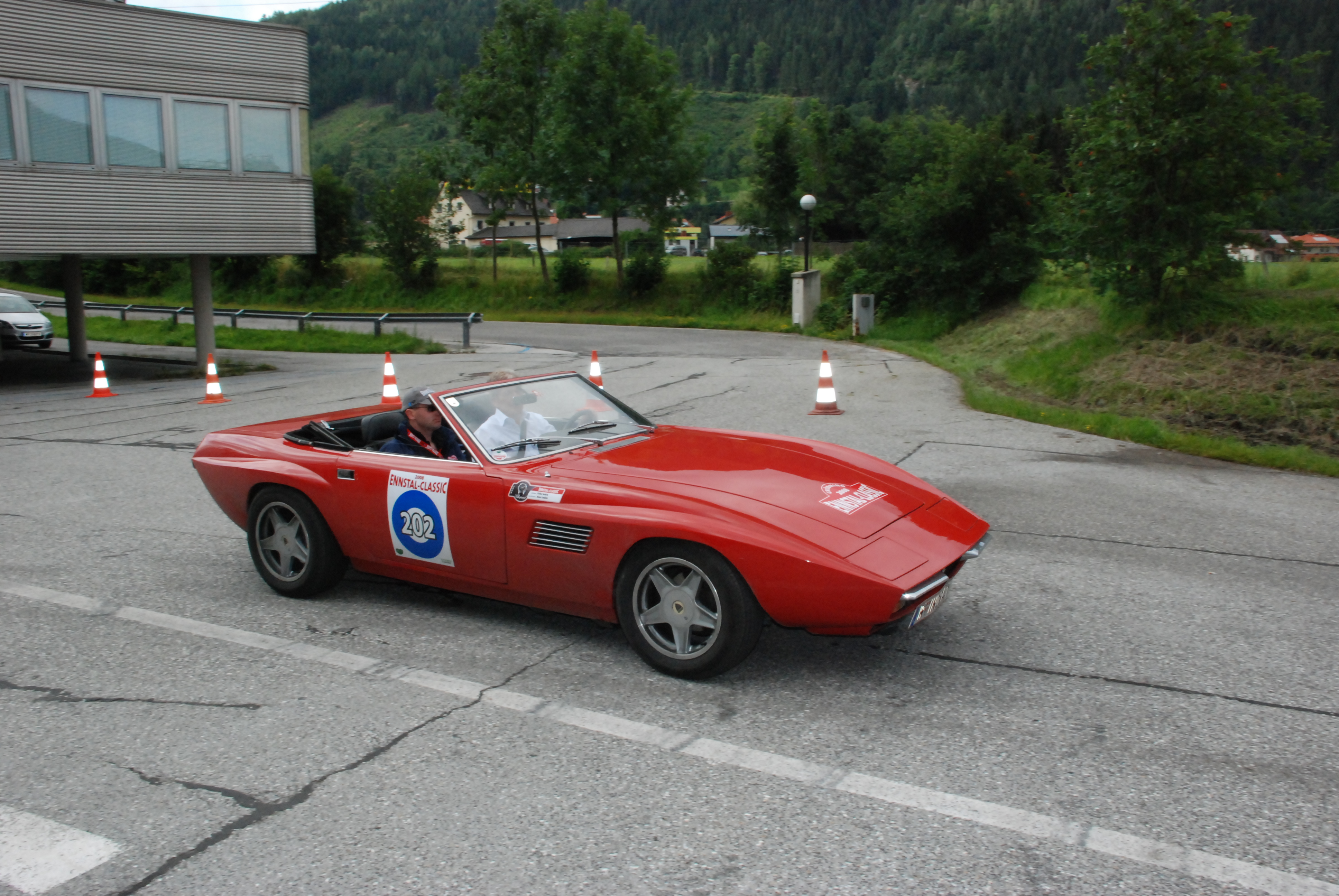
Fritz Indra in einem Intermechanica Indra bei der Ennstal-Classic 2008

#### Bitter CD
Ab Spätsommer 1973 baute die Bitter GmbH & Co. KG mit Unterstützung von Opel und Baur ein dem Indra konzeptionell ähnliches Coupé namens Bitter CD mit den 5,4-Liter-Achtzylindermotor des Diplomat und einer Fließheckkarosserie mit Klappscheinwerfern.
Vom Bitter CD entstanden bis Ende 1979 insgesamt 395 Exemplare.

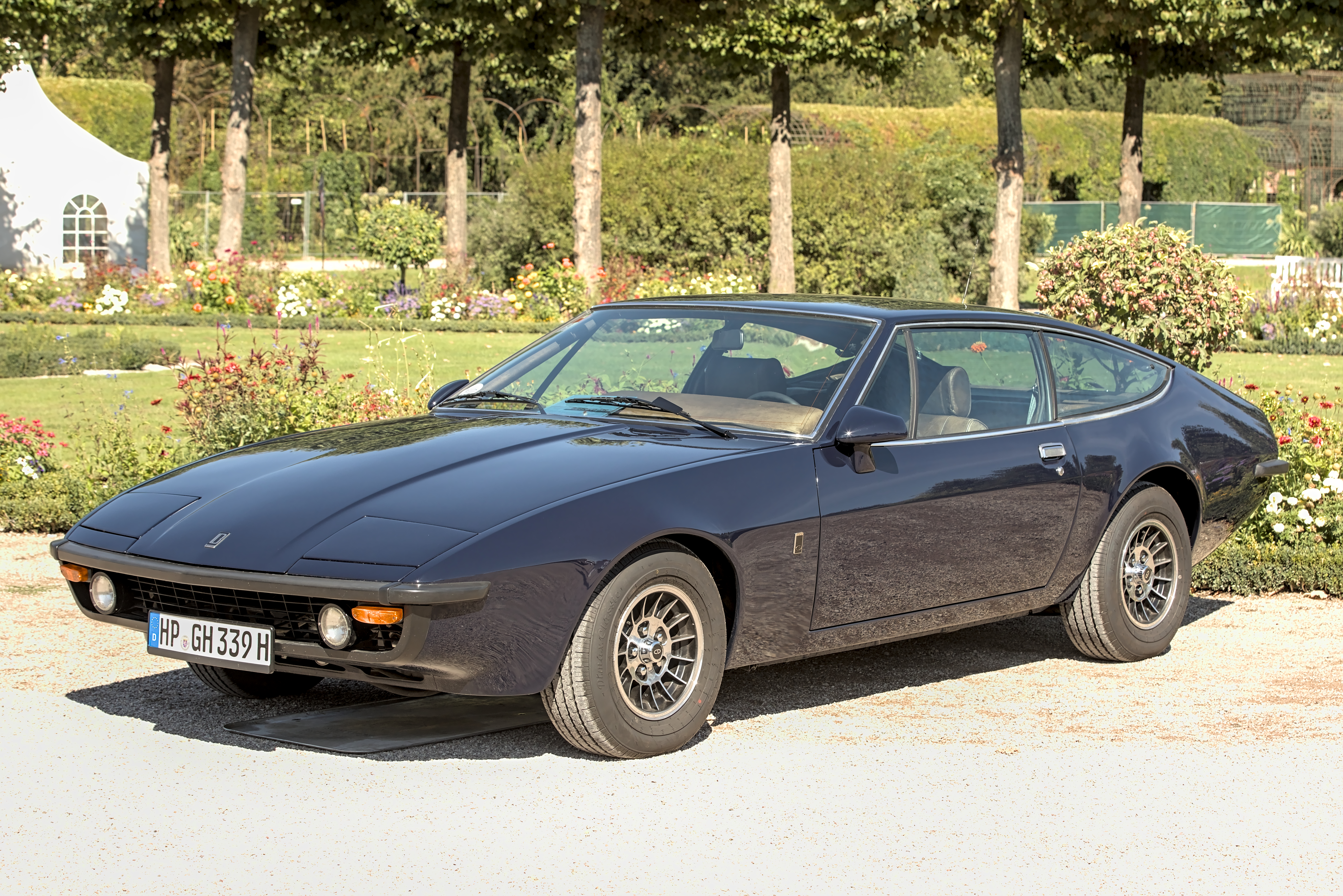
Bitter CD

## Populärkultur
In der am 4. Oktober 2002 erstmals in Deutschland ausgestrahlten Episode Hör’ mal, wer da spielt der Serie SpongeBob Schwammkopf kommt es zu einer Szene, in der der Charakter Patrick in der deutschen Übersetzung sagt: "Wem gehört der weiße Opel Kapitän? Ihr Licht brennt noch." Im englischsprachigen Original ist an dieser Stelle die Rede von einem white Sedan, wobei Sedan im amerikanischen Englisch der Begriff für eine Stufenhecklimousine ist, wie sie auch der Opel Kapitän war.